# Trnakovac
Trnakovac es una aldea de Croacia en el ejido del municipio de Okučani, condado de Brod-Posavina.

## Geografía
Trnakovac se encuentra en el municipio de Okučani, en el condado de Brod-Posavina, en las alturas Psunj, a una altitud de 300 metros sobre el nivel del mar. 
Está a 141 km de la capital croata, Zagreb. Cubre un área de 5.81 km² (2.24 millas cuadradas).

## Demografía
En el censo 2021 el total de población de la localidad de Trnakovac fue de 80 habitantes.
| Gráfico de población de Trnakovac 1948-2021                         |
|                                                                     |
| Según los censos de población de la oficina estadística de Croacia. |